# 汉诺威96足球俱乐部
漢諾威1896體育俱樂部（德語：Hannoverscher Sportverein von 1896），簡稱漢諾威96（Hannover 96）是一家位於德國下萨克森州首府–––汉诺威市的體育俱樂部。俱樂部最出名的部門是它們足球部門的職業足球隊，現在在德國足球乙級聯賽中出賽。此外俱樂部還擁有田徑、體操、羽球、網球、桌球、撞球、網球、三项全能與福乐球等部門。

## 历史
漢諾威96成立於1896年4月12日，初期只是地區聯賽球會，經過與多間球會合併，於1935年正式參與國家級聯賽。二次大戰時曾一度被迫解散，直到1945年才重新組班。1963年德甲联赛成立，漢諾威96被編在乙組聯賽作賽。
七十年代時這家球會曾受到財政問題困擾，一度在低組別聯賽打滾。1990年漢諾威96又一次出現財困，幸而在1992年贏得了德國盃冠軍，才止住了破產危機。這屆德國杯漢諾威96先後對著多蒙特、波琴、卡爾斯魯厄、雲達不萊梅和慕遜加柏 ，乃首支德國低組別球會贏得這個杯賽冠軍。
但漢諾威96一直要到十年後，2001/02赛季，球队才能升上甲組。

### 近季成績
| 年度        | 級別       | 成績             |
| ----------- | ---------- | ---------------- |
| 1999-2000年 | 德乙（II） | 第 10 位         |
| 2000-01年   | 德乙       | 第 9 位          |
| 2001-02年   | 德乙       | 第 1 位（升級）  |
| 2002-03年   | 德甲（I）  | 第 11 位         |
| 2003-04年   | 德甲       | 第 14 位         |
| 2004-05年   | 德甲       | 第 10 位         |
| 2005-06年   | 德甲       | 第 12 位         |
| 2006-07年   | 德甲       | 第 11 位         |
| 2007-08年   | 德甲       | 第 8 位          |
| 2008-09年   | 德甲       | 第 11 位         |
| 2009-10年   | 德甲       | 第 15 位         |
| 2010-11年   | 德甲       | 第 4 位          |
| 2011-12年   | 德甲       | 第 7 位          |
| 2012-13年   | 德甲       | 第 9 位          |
| 2013-14年   | 德甲       | 第 10 位         |
| 2014-15年   | 德甲       | 第 13 位         |
| 2015-16年   | 德甲       | 第 18 位（降級） |
| 2016-17年   | 德乙       | 第 2 位（升級）  |
| 2017-18年   | 德甲       | 第 13 位         |
| 2018-19年   | 德甲       | 第 17 位（降級） |
| 2019-20年   | 德乙       | 第 6 位          |
| 2020-21年   | 德乙       | 第 13 位         |

## 主場球場

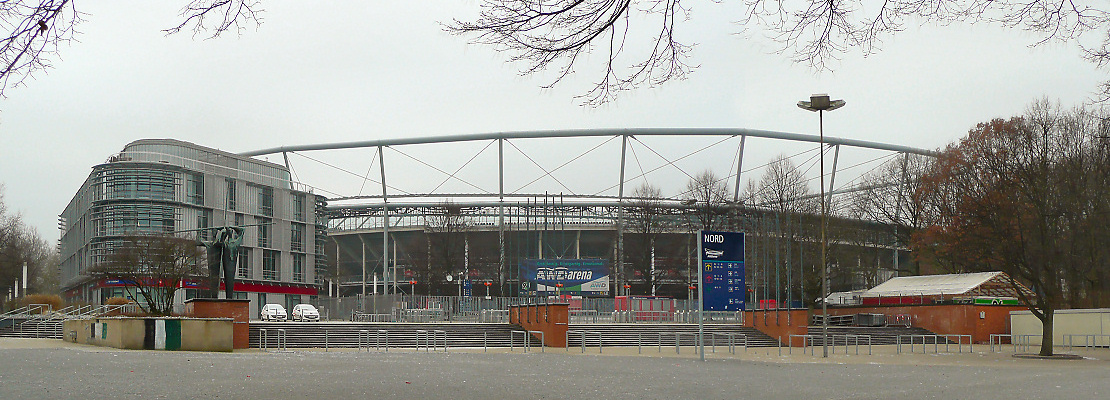
下薩克森體育場

HDI競技場（HDI-Arena），原名為下薩克森體育場（Niedersachsenstadion），自1959年起成為漢諾威96的主場。球場建於1954年，最初可容納86000人。在經過數次改建之後，現在主要用於舉辦足球賽事，現可容納48,933人。
2006年世界盃足球賽期間，本球場成為十二座比賽場館之一，並被命名為「漢諾威世界盃球場」（FIFA World Cup Stadium, Hanover）。球場在賽事期間一共承辦了四場小組賽及一場十六強淘汰賽。
2002年到2013年間，球場因為贊助商冠名而被稱為「AWD競技場（AWD-Arena）」。

## 球會榮譽
| 荣誉              | 次数        | 年度                     |             |             |             |
| 聯 賽 比 賽       | 聯 賽 比 賽 | 聯 賽 比 賽              | 聯 賽 比 賽 | 聯 賽 比 賽 | 聯 賽 比 賽 |
| ----------------- | ----------- | ------------------------ | ----------- | ----------- | ----------- |
| 德國錦標賽 冠軍   | 2           | 1938年、1954年。         |             |             |             |
| 乙级联赛 冠軍     | 2           | 1987年、2002年。         |             |             |             |
| 北部地区联赛 冠軍 | 2           | 1997年、1998年。         |             |             |             |
| 德国业余赛 冠軍   | 3           | 1960年、1964年、1965年。 |             |             |             |
| 杯 賽 比 賽       |             |                          |             |             |             |
| 德國盃 冠軍       | 1           | 1992年。                 |             |             |             |

## 著名球員
- 積普·希基斯（Jupp Heynckes，1967–1970）
- 谢尔盖·巴巴雷茨（Sergej Barbarez，1991–1993）
- 法比安·恩斯特（Fabian Ernst，1996–1998）
- 杰拉德·阿萨莫阿（Gerald Asamoah，1998–1999）
- 弗雷迪·博比奇（Fredi Bobič，2002–2003）
- 格奧爾基·樸比斯古（Gheorghe Popescu，2003）
- 罗伯特·恩克（Robert Enke，2004-2009）
- 米夏埃尔·塔尔纳特（Michael Tarnat，2004-2009）